# Ambatotsipihina
Ambatotsipihina is een plaats en commune in het centrum van Madagaskar, behorend tot het district Antanifotsy, dat gelegen is in de regio Vakinankaratra. Tijdens een volkstelling in 2001 telde de plaats 21.475 inwoners.
De plaats biedt naast lager onderwijs ook middelbaar onderwijs aan. 99 % van de bevolking werkt als landbouwer. De belangrijkste landbouwproducten zijn aardappelen en tabak; ander belangrijk product is rijst. Verder is 1% actief in de dienstensector.